# Скомарје (Зрече)
Скомарје (словен. Skomarje) је насељено место у општини Зрече, Савињска регија, Словенија.

## Историја
До територијалне реорганизације у Словенији било је у саставу старе општине Словенске Коњице. Као самостално насеље, Скомарје постоји од 1994. године. Настало је поделом некадашњег насеља Скомарје на два нова насеља: Скомарје (Зрече) и Витањско Скомарје (Витање).

## Становништво
У попису становништва из 2011. године, Скомарје је имало 185 становника.
| Број становника према пописима | Број становника према пописима |
| ------------------------------ | ------------------------------ |
| 2002                           | 2011                           |
| 189                            | 185                            |

Напомена: Године 1994. настала поделом некадашњег насеља Скомарје на два нова насеља: Скомарје (Зрече) и Скомарје (Витање). Године 2004. извршена је мања размена територија између насеља Скомарје и Витањско Скомарје.

## Галерија
1. ↑  „Statistični urad Republike Slovenije”. Архивирано из оригинала 24. 02. 2015. г. Приступљено 02. 11. 2023.

- црква и гробље
- улица
- сеоски детаљ
- стара сеоска архитектура
- капелица
- пејзаж
- поглед из Скомарја на планину Столпник